# Spelaeoecia barri
Spelaeoecia barri är en kräftdjursart som beskrevs av Louis S. Kornicker 1997. Spelaeoecia barri ingår i släktet Spelaeoecia och familjen Thaumatocyprididae. Inga underarter finns listade i Catalogue of Life.